# Carlos Bringas Claeyssen
Carlos Alberto Bringas Claeyssen (San Isidro, Lima, 17 de septiembre de 1954) es un ingeniero industrial, empresario y político peruano. Fue alcalde del distrito de Jesús María en dos periodos no consecutivos.

## Biografía
Carlos Bringas nació en el distrito de San Isidro, ubicado en la ciudad de Lima, el 17 de septiembre de 1954. Fue hijo de Carlos Bringas Schoemaker y de Bertha Claeyssen.
Hizo sus estudios escolares en el Colegio Maristas de San Isidro, siguiendo sus estudios luego en el Colegio Militar Leoncio Prado. Entre 1973 y 1974 estudió la carrera de ingeniería industrial en la Universidad de Lima.
Fue director de la municipalidad del distrito de Lince en el año 2009.

## Carrera política
Fue militante de Somos Perú, partido político fundado y liderado por el exalcalde Alberto Andrade, y postuló sin éxito al Congreso de la República en las elecciones parlamentarias del año 2001.

### Alcalde de Jesús María
En las elecciones municipales del año 2002, Carlos Bringas fue candidato a la alcaldía del distrito de Jesús María por Somos Perú y logró ser elegido como alcalde para el periodo 2003-2006. Intentó ser reelegido en las elecciones municipales del 2006 sin éxito.
En el año 2010 renunció a Somos Perú y ese mismo año sea afilió al partido político Cambio Radical con el cual postuló por tercera vez como alcalde en las elecciones municipales y perdió ante Enrique Ocrospoma del Partido Popular Cristiano.
En 2014 se afilió a Solidaridad Nacional, partido político de Luis Castañeda Lossio, y postuló nuevamente a la comuna de Jesús María en las elecciones municipales donde tuvo éxito y fue juramentado para el periodo 2015-2018.